# Richie Moriarty
Richie Moriarty est un acteur, scénariste et réalisateur américain, né le 25 avril 1980 à Jacksonville en Floride.

## Filmographie

### Acteur

#### Cinéma
- 2014 : Ready or Knot : Dan
- 2016 : Célibataire, mode d'emploi : Stan le collègue
- 2016 : Hamilton Impressions: 14 Celebrities in Under 2 Minutes : l'impressionniste
- 2017 : Braquage à l'ancienne : Kyle Kitson
- 2017 : I Bought Pie : Evan
- 2018 : Facebook or Death?
- 2019 : The Dishwasher : Todd
- 2020 : Irresistible : le présentateur de MSNBC
- 2020 : Going Under : Mike
- 2021 : Trapped
- 2023 : Dumb Money : voix additionnelles
- 2024 : The Investigators : Jerry l'épicier

#### Télévision
- 2012 : ETC: Employment Through Craiglist : Richie
- 2012 : Portrait STUdio : Stu (6 épisodes)
- 2013-2015 : Above Average Presents : 2 Idiots, Dr Franklin et le porte-parole (3 épisodes)
- 2014 : Chasing Life : un serveur (1 épisode)
- 2014-2015 : Congressional Hearings : DiSalvo
- 2015 : Unbreakable Kimmy Schmidt : le producteur du journal télévisé (1 épisode)
- 2015 : Power : le technicien en imagerie médicale (1 épisode)
- 2015 : Les Mystères de Laura : Ted Burns (1 épisode)
- 2016-2017 : The Tick : le père d'Arthur et M. Everest (2 épisodes)
- 2017-2019 : Adam Ruins Everything : John Yudkin (2 épisodes)
- 2018 : American Experience : la voix du journaliste de l'ONU (1 épisode)
- 2018 : House of Cards : un journaliste (1 épisode)
- 2018-2022 : Pinkalicious & Peterrific : M. Swizzle, M. Pitney et un vendeur (15 épisodes)
- 2019 : What We Do in the Shadows : Doug Peterson (1 épisode)
- 2019 : Orange Is the New Black : le procureur de la République Mark Nelson (1 épisode)
- 2020 : Helpsters : Hula Hoop Hank
- 2020 : Search Party : le présentateur débile (1 épisode)
- 2021-2024 : Ghosts : Pete Martino (50 épisodes)
- 2022-2023 : Hamster et Gretel : le clown en colère, le château rebondissant et autres personnages (3 épisodes)

### Réalisateur
- 2012 : Portrait STUdio : 6 épisodes
- 2015 : Matt's Wallet

### Scénariste
- 2012 : ETC: Employment Through Craiglist
- 2012 : Portrait STUdio : 5 épisodes
- 2014-2015 : Congressional Hearings : 6 épisodes
- 2015 : Matt's Wallet
- 2016 : Hamilton Impressions: 14 Celebrities in Under 2 Minutes